# Salisbury (Massachusetts)
Salisbury é uma vila localizada no condado de Essex no estado estadounidense de Massachusetts. No Censo de 2010 tinha uma população de 8.283 habitantes e uma densidade populacional de 180,06 pessoas por km².

## Geografia
Salisbury encontra-se localizado nas coordenadas 42° 50′ 41″ N, 70° 50′ 29″ O. Segundo o Departamento do Censo dos Estados Unidos, Salisbury tem uma superfície total de 46 km², da qual 39.96 km² correspondem a terra firme e (13.13%) 6.04 km² é água.

## Demografia
Segundo o censo de 2010, tinha 8.283 pessoas residindo em Salisbury. A densidade populacional era de 180,06 hab./km². Dos 8.283 habitantes, Salisbury estava composto pelo 96.32% brancos, o 0.46% eram afroamericanos, o 0.23% eram amerindios, o 1.18% eram asiáticos, o 0.01% eram insulares do Pacífico, o 0.36% eram de outras raças e o 1.44% pertenciam a duas ou mais raças. Do total da população o 1.55% eram hispanos ou latinos de qualquer raça.